# ميلين بيتكوف
ميلين بيتكوف (بالبلغارية: Милен Петков)‏ (مواليد 12 يناير 1974) هو لاعب كرة قدم. يلعب مع منتخب بلغاريا لكرة القدم. سبق له أن لعب في كأس العالم لكرة القدم مع منتخب بلاده.

## مسيرته الكروية
لعب ميلين بيتكوف خلال مسيرته الاحترافية مع 6 أندية في اثنين وعشرين موسمًا وسجل خلالها 35 هدفًا ضمن 378 مباراة. حيث فاز في أربعة مواسم بالكأس وفي موسم واحد بالدوري.
خاض ميلين بيتكوف مسيرته مع نادي دوبرودزا دوبريتش في موسم 1991–92 في المرة الأولى ليلعب معه أربعة مواسم ثم في موسم 2010–11 لمدة موسم واحد، مشاركًا طوالها في 68 مباراة سجل خلالها 8 أهداف. ثم انتقل إلى نادي سسكا صوفيا في موسم 1994–95 ليلعب معه ستة مواسم، حيث شارك في 122 مباراة سجل خلالها 16 هدفًا. لينتقل بعدها إلى نادي أيك أثينا في موسم 1999–00 ليلعب معه ستة مواسم، مشاركًا في 100 مباراة سجل خلالها 8 أهداف. ثم انتقل إلى نادي أتروميتوس في موسم 2005–06 لمدة موسم واحد، مشاركًا في 10 مباريات ولم يسجل أي هدف. هذا وانتقل لاحقًا إلى Ilisiakos A.O. ‏ في موسم 2006–07 ولمدة موسمين، مشاركًا في 48 مباراة سجل خلالها 3 أهداف. ثم انتقل بعدها إلى نادي تشيرنو مور فارنا في موسم 2008–09 ولمدة موسمين، مشاركًا في 30 مباراة ولم يسجل أي هدف.

## روابط خارجية
- ميلين بيتكوف على موقع الاتحاد الدولي (مؤرشف)  (الإنجليزية)
- ميلين بيتكوف على موقع قاعدة بيانات كرة القدم.إي يو (الإنجليزية)
- ميلين بيتكوف على موقع ناشيونال فوتبول تيمز (الإنجليزية)
- ميلين بيتكوف على موقع كووورة